# Îles du Komsomol
Les îles du Komsomol (en russe : Острова Комсомольские) sont un groupe de 4 petites îles de la terre François-Joseph, en Russie.

## Géographie
Il s'agit d'un petit archipel de 21 km2 situé à 8 km à l'est de l'île Heiss, dont il est séparé par le détroit d'Autriche, et à la même distance à l'ouest de la Terre de Wilczek. Il est constitué d'une île principale et de trois îlots sableux et rocheux, en grande partie libres de glaces, répartis sur 7 km de manière triangulaire. Le point culminant (34 m) est situé sur la plus grande île. 

## Histoire
Julius von Payer et Karl Weyprecht les ont découvertes et cartographiées en 1874. 
D'abord appelées îles Hayes par Payer et Weyprecht, Anthony Fiala ne les retrouve pas en 1903. En avril 1932, une expédition russe en traineau, dont est membre Ivan Papanine, les cartographie de nouveau et leur attribue le nom actuel de Komsomol, nom de l'organisation de la jeunesse communiste du Parti communiste de l'Union soviétique. 